# Ostasiatische Schwanzlose Blattnase
Die Ostasiatische Schwanzlose Blattnase (Coelops frithii) gehört zur Gattung der Schwanzlosen Blattnasen und ist im Osten Indiens und im Süden Chinas (inklusive Taiwan) bis nach Bali heimisch.
Diese Fledermäuse erreichen eine Kopf-Rumpf-Länge von 38 bis 50 mm sowie eine Unterarmlänge von 34 bis 44 mm. Coelops frithii wiegt normalerweise zwischen 3 und 7 g. Ihre Ohren sind verhältnismäßig groß und rund mit einer Antitragus. Wie der deutsche Trivialname andeutet, fehlt der Schwanz oder er ist nur ein unscheinbarer Stummel. Ihr Fell ist lang und weich, dunkelgrau oder braun bis kastanienbraun auf dem Rücken. Das Bauchfell ist blasser: bräunlich oder aschgrau. Das Nasenblatt besitzt wie bei den anderen Rundblattnasen eine hufeisenförmige Grundform. Weitere kleinere Teile des Nasenblatts sind meist unter dicht stehenden, steifen Haaren versteckt.
Der Lebensraum der Fledermäuse ist vorwiegend ein Waldhabitat vom Meeresspiegel bis zu einer Höhe von 1370 m. Die Ostasiatische Schwanzlose Blattnase lebt in Höhlen oder hohlen Bäumen. Sie ernährt sich von Insekten. Ihre hochfrequente Echolokalisierung von etwa 350 kHz deutet darauf hin, dass es sich bei der Beute um kleine, im Waldhabitat oder nahe der Wasseroberfläche lebende Insekten handelt. Diese Fledermausart lebt in kleinen Kolonien mit 16 oder weniger Individuen.